# Agustín Almodóvar
Pour les articles homonymes, voir Almodóvar.
Agustín Almodóvar est un producteur de cinéma espagnol, né à Calzada de Calatrava en 1955.
Directeur de la société El Deseo, il produit notamment les films de son frère, Pedro Almodóvar.

## Biographie
Agustín Almodóvar Caballero, connu sous le surnom de Tinin Almodóvar, est le frère du réalisateur Pedro Almodóvar.
Il a commencé sa carrière dans le cinéma comme assistant de production avec un film de Fernando Trueba, Sé infiel y no mires con quién.
En 1986, avec son frère Pedro, il fonde sa propre société de production, El Deseo. Avec cette société il a produit tous les films de Pedro Almodóvar ainsi qu'un certain nombre de longs métrages d'autres réalisateurs, dont des coproductions hispano-françaises.
Il fait souvent des caméos dans les films de Pedro Almodóvar, par exemple dans Parle avec elle, La Loi du désir et Matador.
Agustín Almodóvar est membre de l'Academia de las artes y las ciencias cinematográficas de España.

## Filmographie sélective

### Comme producteur
- 1980 : Pepi, Luci, Bom et autres filles du quartier (Pepi, Luci, Bom y otras chicas del montòn) de Pedro Almodóvar
- 1982 : Le Labyrinthe des passions (Laberinto de pasiones) de Pedro Almodóvar
- 1983 : Dans les ténèbres (Entre tinieblas) de Pedro Almodóvar
- 1984 : Qu'est-ce que j'ai fait pour mériter ça ? (¿Qué he hecho yo para merecer esto?!!) de Pedro Almodóvar
- 1986 : Matador de Pedro Almodóvar
- 1987 : La Loi du désir (La Ley del deseo) de Pedro Almodóvar
- 1988 : Femmes au bord de la crise de nerfs (Mujeres al borde de un ataque de nervios) de Pedro Almodóvar
- 1990 : Attache-moi ! (¡Átame!) de Pedro Almodóvar
- 1991 : Talons aiguilles (Tacones lejanos) de Pedro Almodóvar
- 1992 : Action mutante de Alex de la Iglesia
- 1993 : Kika de Pedro Almodóvar
- 1995 : La Fleur de mon secret (La Flor de mi secreto) de Pedro Almodóvar
- 1997 : En chair et en os (Carne trémula) de Pedro Almodóvar
- 1998 : Le Serpent a mangé la grenouille d'Alain Guesnier
- 1999 : Tout sur ma mère (Todo sobre mi madre) de Pedro Almodóvar
- 2002 : Parle avec elle (Hable con ella) de Pedro Almodóvar
- 2002 : L'Échine du Diable de Guillermo Del Toro
- 2004 : La Mauvaise Éducation (La mala educación) de Pedro Almodóvar
- 2004 : La niña santa  de Lucrecia Martel
- 2006 : Volver de Pedro Almodóvar
- 2006 : The Secret Life of Words de Isabel Coixet
- 2009 : Étreintes brisées (Los abrazos rotos) de Pedro Almodóvar
- 2011 : La piel que habito de Pedro Almodóvar
- 2013 : Les Amants passagers (Los amantes pasajeros) de Pedro Almodóvar
- 2014 : Les Nouveaux Sauvages de Damián Szifrón
- 2016 : Julieta de Pedro Almodóvar
- 2018 : L'Ange (El Ángel) de Luis Ortega
- 2019 : Douleur et Gloire (Dolor y Gloria) de Pedro Almodóvar
- 2021 : Madres paralelas de Pedro Almodóvar

### Comme acteur
- 1980 : Pepi, Luci, Bom et autres filles du quartier (Pepi, Luci, Bom y otras chicas del montòn) de Pedro Almodóvar : le jeune homme dans le public
- 1982 : Le Labyrinthe des passions (Laberinto de pasiones) de Pedro Almodóvar : Hassan
- 1986 : Matador de Pedro Almodóvar : un policier
- 1987 : La Loi du désir (La Ley del deseo) de Pedro Almodóvar : l'avocat
- 1988 : Femmes au bord de la crise de nerfs (Mujeres al borde de un ataque de nervios) de Pedro Almodóvar : l'agent immobilier
- 1999 : Tout sur ma mère (Todo sobre mi madre) de Pedro Almodóvar : le chauffeur de taxi
- 2002 : Parle avec elle (Hable con ella) de Pedro Almodóvar : le curé

### Autres
- 1986 : Matador de Pedro Almodóvar - deuxième assistant réalisateur
- 1987 : La Loi du désir (La Ley del deseo) de Pedro Almodóvar - deuxième assistant réalisateur
- 1988 : El placer de matar de Félix Rotaeta - assistant réalisateur
- 2011 : La piel que habito de Pedro Almodóvar - collaboration à l'écriture